# Вилхелм I (Хесен-Касел)
Вилхелм I фон Хесен-Касел (на немски: Wilhelm I von Hessen-Kassel) от Дом Хесен е като Вилхелм IX от 1760 г. граф на Ханау, от 1764 г. там регент, от 1785 г. управляващ ландграф на Хесен-Касел и от 1803 г. като Вилхелм I, там курфюрст.

## Биография
Роден е на 3 юни 1743 година в Касел. Син е на наследствения принц Фридрих II von Хесен-Касел (1720 – 1785) и на принцеса Мария (1723 – 1772), дъщеря на крал Джордж II от Великобритания (1683 – 1760).
Той посещава университет Гьотинген и учи няколко години в Дания. След смъртта на дядо му Вилхелм VIII през 1760 г. той наследява Графство Ханау и управлява там до 1764 г. под опекунството на майка му, ландграфиня Мария. През 1803 г. става курфюрст. Той е един от най-богатите князе по това време.
През 1806 г. Вилхелм бяга от Наполеон I Бонапарт първо в Холщайн, след това в Прага. Хесен-Касел преминава в новосъздаденото от Наполеон I Кралство Вестфалия. С помощта на франкфуртския банкер Майер Ротшилд той успява да спаси богатството си. Вилхелм I се връща отново в резиденцията си на 21 ноември 1813 г.
Той построява в Касел замък Льовенбург за любовницата си Каролина фон Шлотхайм.
Умира на 27 февруари 1821 година в Касел на 77-годишна възраст. Погребан е в гробницата под капелата на ландграфския замък в Касел.

## Фамилия
Вилхелм се жени на 1 септември 1764 г. за първата си братовчедка принцеса Вилхелмина Каролина Датска Олденбург (1747 – 1820), дъщеря на датския крал Фредерик V (1723 – 1766) и Луиза Хановер, принцеса на Великобритания и Ирландия (1724 – 1751). С нея той има два сина и две дъщери:
- Мария Фридерика (1768 – 1839), омъжена 1794 – 1817 г. за княз Алексис фон Анхалт-Бернбург (1767 – 1834)
- Каролина Амалия (1771 – 1848), омъжена 1802 г. за херцог Август фон Саксония-Гота-Алтенбург (1772 – 1822)
- Фридрих (* 8 август 1772 в Ханау, † 20 юли 1784 също там), погребан в църквата Св. Мария в Ханау. За него баща му построява в парка на Вилхелмсбад една пирамида.[5].
- Вилхелм II (1777 – 1847), курфюрст на Хесен.

Този брак скоро е разрушен. Вилхелм има четири метреси (Les „Maîtresses-en-titres“) и повече от две дузини други деца.
Неговите метреси са:
- Мариане Вулфен през 1769 – 1773, съпруга на неговия оберщалмейстер
- Шарлоте Христине Буисине (* 1749), 4 деца:
  - фрайхер фон Хаймрод
- Роза Доротея Ритер (1759 – 1833), става фрайфрау фон Линдентал, 8 деца:
  - Юлиус Хайнау (1786 – 1853), австрийски генерал
  - фрайхерен фон Хайнау
- Каролине фон Шлотхайм (1766 – 1847), от 1788, 13 деца:
  - графове фон Хесенщайн